# Брамсон Костянтин Людвигович
Костянти́н Людвигóвич Брамсóн (нар. 25 жовтня 1842 — 18 липня 1909) — український ентомолог та педагог. Автор ґрунтовних досліджень з фауністики та таксономії лускокрилих.

## Життєпис[1]
Костянтин Людвигович Брамсон народився 25 жовтня 1842 року в Санкт-Петербурзі. Після закінчення гімназії у Вітебську він вступив до Санкт-Петербурзького, а згодом — на фізико-математичний факультет Імператорського університету Святого Володимира в Києві. Одержавши університетський диплом, К. Л. Брамсон викладав німецьку мову — у Києві, а згодом у класичній гімназії у Катеринославі.
Останній період життя він разом з донькою Оленою викладав німецьку в Єлисаветградській жіночій гімназії. Як держслужбовець він мав чин статського радника. Після виходу у відставку він продовжив свої наукові заняття. Змолоду не маючи міцного здоров'я, він захворів на гнійний плеврит, переніс операцію і помер.

## Наукова діяльність
Усе дозвілля він віддавав заняттям з ентомології — збиранню комах, опрацюванню колекцій та підготовці публікацій. Костянтин Людвигович здійснив декілька експедицій до Кавказу та в Тургайський степ, де зібрав багаті ентомологічні колекції. Він також співпрацював з Департаментом землеробства як кореспондент з ентомологічної частини.
Найвагомішим був його внесок у вивчення лускокрилих. На той час не існувало праць, за якими можна було б надійно визначати метеликів у обсязі великих регіонів. К. Б. Брамсон підготував і видав власним коштом фундаментальну працю нім. "Die Tagfalter Europas und des Caucasus" – «Денні метелики Європи та Кавказу» (Kiew, 1900. — 150 S.). Частково ці праці він переклав та видав французькою. Появу цих визначників схвально зустріли у Європі. Протягом наступних ста років вони лишалися єдиним визначником метеликів Кавказу.
У Росії тих часів користувався чималою популярністю також двотомний визначник комах-шкідників сільського та лісового господарства. Вони дозволяли визначати комах не лише за морфологічними ознаками, а й за пошкодженнями рослин, спричинених шкідниками. Це було досить зручно для практичних працівників. Обидві частини виходили друком трьома виданнями, причому щоразу їхній обсяг істотно зростав.
Крім вказаних книжок, Костянтин Людвигович автор низки наукових журнальних статей.
До останніх днів життя вчений працював над продовженнями визначника метеликів Європи та Кавказу і готував нову працю, присвячену географічному поширенню лускокрилих.
У творчому доробку ентомолога — види комах, описаних ним як нові для науки: метелик Vanessa inordata Brams., 1886 та бджолині Osmia minuta Brams., 1879, Halictus kessleri Brams., 1879, Andrena squamigera Brams., 1879 і Andrena holosericea Brams., 1879.
Після смерті К. Л. Брамсона лишалися його величезні колекції денних метеликів Палеарктики і шовкопрядів всього світу. Відомо, що його донька клопоталася, шукаючи фахівців, які могли б довести рукописи батька до видання. Доля рукописів і колекцій невідома.

## Вшанування й увічнення пам'яті
К. Л. Брамсон прижиттєво був обраний членом-кореспондентом Московського товариства дослідників природи та Руського ентомологічного товариства, дійсним членом ентомологічних товариств у Парижі, Цюриху (Швейцарія), Штеттині (Німеччина) та інших.
Французький ентомолог Моріс Пік назвав на його честь підвид жука-вусача — Eodorcadion carinatum bramsoni (Pic, 1901)